# Qantas Freight
Qantas Freight es una aerolínea de carga subsidiaria de Qantas, responsable de las operaciones de carga aérea de Qantas Group. Es el dueño de la aerolínea de carga Express Freighters Australia, del repartidor de carga Qantas Courier y la compañía de camiones Jets Transport Express. Qantas Freight también fue socio en dos empresas conjuntas con Australia Post: Australian air Express, que se especializa en la entrega de paquetes de puerta a puerta, y de Star Track Express, una compañía de transporte de mercancías por carretera. En noviembre de 2012, Qantas Freight adquirió completamente a Australia air Express y despojó de su participación en Star Track a Australia Post. Qantas Freight también era el propietario de DPEX Worldwide, una agencia de transportes con sede en Asia, hasta que la compañía fue adquirida por sus competidor Toll Holdings, en 2010.

## Destinos
A partir de septiembre de 2013 Qantas Freight sirve directamente a 50 destinos internacionales y 80 destinos nacionales. También tiene la capacidad de llegar a 480 destinos mundiales a través de sus aerolíneas asociadas, incluidas Emirates, con quién firmó un acuerdo de cooperación de carga en 2013.

## Flota

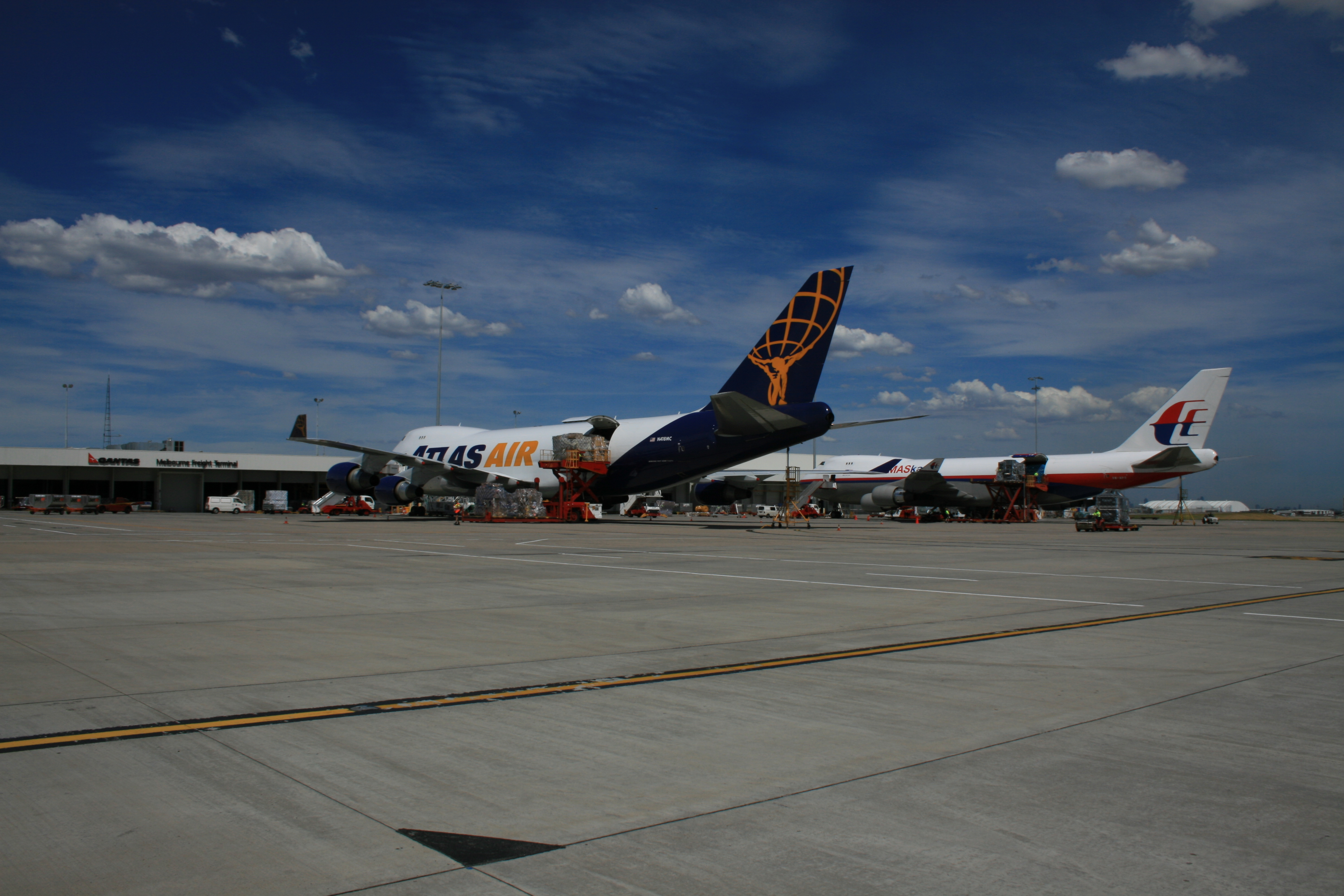
La terminal de carga de Qantas Freight en el aeropuerto de Melbourne, con un Boeing 747-400Fs de Atlas Air y uno de MASkargo siendo descargados. El avión de Atlas Air es arrendado a Qantas Freight

Además del transporte de carga en los vuelos internacionales y nacionales de Qantas y Jetstar Airways, Qantas Freight opera las siguientes aeronaves: